# Back in the USA (MC5)
Back in the USA è il secondo album (primo in studio) della band proto-punk MC5, pubblicato nel 1970 dalla Atlantic Records. Considerato inizialmente un flop, l'album non raggiunse il successo commerciale del precedente Kick Out the Jams, e solo dopo diverso tempo riconobbe una vera e propria riscoperta.
Nel 2003 l'album è inserito al 451º posto della classifica stilata da Rolling Stone sui 500 migliori album di tutti i tempi.

## Il disco
La prima traccia dell'album è una cover di un pezzo classico: Tutti Frutti di Little Richard. La traccia numero 4, Let Me Try, è una ballata non troppo impegnata, mentre The American Ruse contiene una dura invettiva contro l'idea di libertà del governo statunitense, che il gruppo ritiene "ipocrita". The Human Being Lawnmower è invece un forte attacco verso la guerra del Vietnam. L'ultimo pezzo del lotto, la title track, è una cover di Chuck Berry.
Le tematiche prese in considerazione dal gruppo sono sostanzialmente dissimili rispetto al loro primo album, Kick Out the Jams, probabilmente poiché la band fu influenzata dal produttore Jon Landau. Egli, infatti, era più propenso al rock commerciale degli anni cinquanta e non vedeva di buon occhio le grezze atmosfere proto-punk del gruppo.

## Tracce
Tutte le tracce sono scritte dagli MC5, eccetto dove indicato.
1. Tutti Frutti – 1:30 - (Dorothy LaVostrie, Joe Lubin, Penniman) (Little Richard Cover)
2. Tonight – 2:29
3. Teenage Lust – 2:36
4. Let Me Try – 4:16
5. Looking at You – 3:03
6. High School – 2:42
7. Call Me Animal – 2:06
8. The American Ruse – 2:31
9. Shakin' Street – 2:21
10. The Human Being Lawnmower – 2:24
11. Back in the U.S.A. – 2:26 - (Berry) (Chuck Berry Cover)

## Formazione
- Rob Tyner - voce
- Wayne Kramer - chitarra
- Fred Smith - chitarra
- Michael Davis - basso
- Dennis Thompson - batteria